# Jeßnitz (Großweitzschen)
Jeßnitz ist ein Ortsteil der Gemeinde Großweitzschen im Landkreis Mittelsachsen in Sachsen. 

## Geografie und Verkehrsanbindung
Der Ort liegt östlich des Kernortes Großweitzschen an der Kreisstraße K 7515 und am Gärtitzer Bach. Die A 14 verläuft am südlichen Ortsrand und die B 169 östlich.

## Ortsname
Die älteste schriftliche Erwähnung als Gezemisz stammt aus dem Jahr 1276. Wegen des m in den ältesten Belegen gehen Eichler und Walther davon aus, dass sich der Ortsname anders als bei Jeßnitz bei Bautzen nicht von sorbisch jaseń („Esche“) ableitet, sondern vielmehr von *jězva bzw. *jazva für „Höhle, Dachsbau“ (vgl. polnisch jaźwa, „Dachshöhle“, niedersorbisch jazw, „Dachs“), wobei die im Deutschen unbekannte Lautfolge zv als -sm- bzw. -sem- übernommen wurde. Die altsorbische Form Jězvinica könnte sich dann entweder auf tatsächliche Dachshöhlen oder aber auf die Lage in der Talsenke im Quellgebiet des Jahnabaches beziehen.